# Kněžna
Kněžna är ett vattendrag i Tjeckien.   Det ligger i regionen Hradec Králové, i den östra delen av landet, 130 km öster om huvudstaden Prag.